# Horsfieldia crux-melitensis
Espèce
Statut de conservation UICN

 DD  : Données insuffisantes
Horsfieldia crux-melitensis est une espèce de plantes de la famille des Myristicacées.